# Capitania de Mato Grosso
A Capitania de Mato Grosso, no Brasil, foi criada pela Coroa portuguesa em 9 de maio de 1748, desmembrando-se do território da Capitania de São Paulo. Sua capital foi Vila Bela da Santíssima Trindade, de 1752 a 1815. 

## História

### Antecedentes
As atuais regiões Centro-Oeste e Sul do Brasil, no século XVI pertenciam à Coroa espanhola, de acordo com o disposto pelo Tratado de Tordesilhas (1494). Percorrida esporadicamente por aventureiros e missionários, jesuítas espanhóis iniciaram a ocupação da região das Missões (Itatín, Guairá) a partir do século XVII, de onde foram expulsos pelos bandeirantes paulistas a partir de 1680.
No século XVIII, o bandeirante Pascoal Moreira Cabral, ao descobrir ouro na região de Mato Grosso (1719), levou à fundação de Cuiabá (1723) logo elevada à categoria de vila, com o nome de Vila Real do Senhor Bom Jesus (1 de janeiro de 1727) - pelo Governador e Capitão-general da Capitania de São Paulo, Rodrigo César de Meneses.
A bandeira de Bartolomeu Bueno da Silva (1670-1740), o segundo "Anhanguera" ("diabo velho" em língua tupi), de 1722 a 1728, repetiu a descoberta em Goiás, onde os primeiros arraiais deram lugar também às primeiras povoações.

### A Capitania de Mato Grosso
Por volta de 1732 o ouro de aluvião em Cuiabá já apresentava sinais de esgotamento, e a busca de novos veios conduziu ao vale do rio Guaporé (1733-1734). Manuel Félix de Lima desceu os rios Guaporé, Madeira e Amazonas, abrindo caminho até Belém do Pará (1742) e, pouco depois, foram descobertos, em sucessão, diamantes em Goiás (1746) e Mato Grosso (1747). A fecundidade destas novas jazidas foi responsável pelo desmembramento da Capitania de São Paulo (Carta-régia de 9 de março de 1748), sendo assim criadas as Capitanias Gerais de Goiás (com sede em Vila Boa de Goiás, hoje município de Goiás) e de Mato Grosso, esta última tendo como governador e Capitão-general D. Antônio Rolim de Moura Tavares (1751-1764), e sede em Pouso Alegre, depois Vila Bela da Santíssima Trindade de Mato Grosso, capital da capitania a partir de 19 de março de 1752. Em ambas as capitais a Coroa fez instalar a Casa dos Quintos (1751), para a arrecadação da tributação devida, iniciando a fortificação do limite ocidental da Colônia, de modo a garantir a navegação e a posse da região. A assinatura dos Tratados de Madrid (1750) e de Santo Ildefonso (1777), com a Espanha, fixando as fronteiras na região, concluíram o processo.
Ao longo de sua história, foram seus governadores e capitães-generais:
- Antônio Rolim de Moura Tavares (1751-1765)
- João Pedro da Câmara (1764-1769)
- Luís Pinto de Sousa Coutinho (1769-1772)
- Luís de Albuquerque de Melo Pereira e Cáceres (1772-1789)
- João de Albuquerque de Melo Pereira e Cáceres (1789-1796)
- Caetano Pinto de Miranda Montenegro (1796-1802)
- Manuel Carlos de Abreu e Meneses (1802-1807)
- João Carlos Augusto d'Oeynhausen e Gravembourg, Marquês de Aracati (1807-1819)
- Francisco de Paula Magessi de Carvalho, Barão de Vila Bela (1819-1821).

### Da Independência aos nossos dias
Em 28 de fevereiro de 1821, às vésperas da Independência do Brasil, a região tornou-se uma província, com o mesmo nome.
Com a Proclamação da República Brasileira (1889) e a Constituição brasileira de 1891, a antiga província daria lugar ao estado de Mato Grosso, posteriormente desmembrado nos atuais estados de Mato Grosso, Mato Grosso do Sul e Rondônia.